# Molophilus pleurolineatus
Molophilus pleurolineatus är en tvåvingeart som beskrevs av Jaroslav Stary 1971. Molophilus pleurolineatus ingår i släktet Molophilus och familjen småharkrankar.
Artens utbredningsområde är Tunisien. Inga underarter finns listade i Catalogue of Life.